# Tectònica de pell gruixuda

Un exemple de tectònica de pell gruixuda, en la qual els encavalcaments afecten a tota l'escorça (Sistema Central espanyol).

La tectònica de pell gruixuda és un dels estils de deformació tectònica que pot tenir lloc en situacions d'escurçament de l'escorça continental. Es caracteritza per la presència de falles que travessen l'escorça, afectant tant a l'escorça superior com a la inferior. El terme es contraposa al de tectònica de pell fina, estil de deformació més freqüent, caracteritzat pel apilament d'encavalcaments que afecten principalment a la coberta sedimentària i en menor mesura al basament cristal·lí. L'escurçament cortical és menor en la deformació de pell gruixuda que en la de pell fina.
Un exemple es pot veure en l'apilament de grans fragments corticals que formen l'estructura de l'Himàlaia, a causa de la col·lisió de masses d'escorça continental amb escorça continental, entre els quals la subducció no és possible.